# زقر
جزيرة زقر هي جزيرة يمنية في البحر الأحمر وتقع بين سواحل اليمن إرتريا، بالقرب من مضيق باب المندب الذي يربط البحر الأحمر وخليج عدن . على الرغم من قربها من القارة الأفريقية، لكن جزيرة زقر تعتبر جزء من آسيا لأنها تقع على الصفيحة القارية الآسيوية.
وكانت جزيرة زقر متنازعا عليها بين اليمن وإريتريا، إضافة إلى جزر حنيش ، ففي عام 1995 أدت إلى هذا الصراع إلى نزاع جزر حنيش . في عام 1996 ، حسمت محكمة العدل الدولية في لاهاي النزاع ومنحت أكبر الجزر، بما في ذلك زقر، إلى اليمن.